# Mikel Koliqi
Mikel Koliqi (Scutari, 29 settembre 1902 – Scutari, 28 gennaio 1997) è stato un cardinale albanese.

## Biografia
Nacque in Albania, a Scutari, il 29 settembre 1902.
Dopo aver studiato filosofia e teologia in Italia, fu ordinato sacerdote il 30 maggio 1931 e iniziò la sua attività pastorale nella diocesi di Scutari, di cui fu nominato vicario generale nel 1936.
Portò il Vangelo fra i giovani attraverso la stampa, le attività ricreative e l'istituzione di una compagnia filodrammatica, con cui espresse la sua naturale passione per l'arte e la musica.
Nel 1945 fu condannato a 21 anni di lavori forzati, con l'accusa di ascoltare le radio straniere. Morto il dittatore Enver Hoxha, fu liberato, per motivi di età, nel 1986.
Papa Giovanni Paolo II lo elevò al rango di cardinale nel concistoro del 26 novembre 1994.
Morì il 28 gennaio 1997 all'età di 94 anni.